# Epidendrum phragmites
Epidendrum phragmites är en orkidéart som beskrevs av Alfonse Henry Heller och Louis Otho Otto Williams. Epidendrum phragmites ingår i släktet Epidendrum och familjen orkidéer. Inga underarter finns listade i Catalogue of Life.